# Vítězslav Rzounek
Vítězslav Rzounek (2. května 1921, Vlašim – 11. února 2001, Praha) byl český marxistický literární kritik a vysokoškolský pedagog. Známým se stal jako představitel normalizace, vedoucí katedry české literatury Filozofické fakulty UK, odpovědný za umlčení řady nepohodlných literátů a vědců i za cenzorské zásahy do české literatury v 70. a 80. letech 20. století.[ujasnit][zdroj?]

## Život
Maturoval v roce 1940 na reálném gymnáziu v Benešově. Poté byl úředníkem na městském úřadu v rodné Vlašimi a od roku 1941 až do konce války v Poldině huti na Kladně. Po válce vystudoval češtinu a filozofii na Filozofické fakultě Univerzity Karlovy v Praze. Absolvoval roku 1949, rok poté si udělal doktorát. Pak se živil jako nakladatelský redaktor, nejprve v Orbisu, poté ve Státním nakladatelství dětské knihy (budoucí Albatros). Od roku 1954 přednášel na Vysoké škole politické ÚV KSČ. Titul kandidáta věd získal v roce 1961 na Akademii společenských věd při ÚV KSSS v Moskvě, kde působil od roku 1958. Po návratu pak až do roku 1967 znovu učil na Vysoké škole politické, kde se v roce 1964 stal docentem. V letech 1967–1971 byl kulturním přidělencem na československém velvyslanectví v Římě, v roce 1972 pracoval na ministerstvu zahraničních věcí. Od roku 1972 až do roku 1989, kdy odešel do důchodu, byl vedoucím katedry české a slovenské literatury na Filozofické fakultě UK. V roce 1975 zde byl jmenován profesorem. Právě z této pozice uplatňoval svůj značný vliv na kulturní politiku a literární dění v normalizačním Československu.